# Ioan Maga
Ioan Maga (n. 19 septembrie 1906 – d. anii 1980) a fost un pilot român de aviație, as al Aviației Române din cel de-al Doilea Război Mondial.
Ofițerul echipaj cl. III Ioan Maga a fost decorat cu Ordinul „Virtutea Aeronautică” de Război cu spade, clasa Crucea de Aur (19 septembrie 1941) pentru că „în lupta aeriană dela Jeremiewka a doborât un avion sovietic”, clasa Crucea de Aur cu 1 baretă (4 noiembrie 1941) „pentru eroismul dovedit în lupta aeriană dela Jereniejevca și Lacul Cujalnic, când a doborît două avioane inamice, precum și pentru curajul arătat în cele 70 misiuni pe front” și clasa Crucea de Aur cu 2 barete și clasa Cavaler (28 noiembrie 1941) „pentru eroismul dovedit în lupta aeriană dela Suhaz-Liman, când a obținut a cincea victorie aeriană. Pentru curajul arătat în cele 100 misiuni pe front”.
Ofițerul de echipaj cl. 1-a Ioan Maga a fost trecut în cadrul disponibil la 9 august 1946, în baza legii nr. 433 din 1946, și apoi, din oficiu, în poziția de rezervă la 9 august 1947.

## Decorații
- Ordinul „Virtutea Aeronautică” de război cu spade, clasa Crucea de aur (19 septembrie 1941)[2]
- Ordinul „Virtutea Aeronautică” de Război cu spade, clasa Crucea de Aur cu 1 baretă (4 noiembrie 1941)[3]
- Ordinul „Virtutea Aeronautică” de Război cu spade, clasa Crucea de Aur cu 2 barete (28 noiembrie 1941)[4]
- Ordinul „Virtutea Aeronautică” de Război cu spade, clasa Cavaler (28 noiembrie 1941)[4]